# Адлер, Август
Август Адлер (нем. August Adler, чеш. August Adler; 24 января 1863, Опава, Австрийская империя — 17 октября 1923, Вена, Австрия) — австрийский и чешский математик, геометр, астроном и геодезист. Педагог, профессор (с 1909).

## Биография
С 1879 по 1884 год обучался в Венском университете. В 1885—1887 работал в Вене в области сферической астрономии и геодезии. Позже учительствовал в школах и гимназиях Вены, Клагенфурта, Пльзеня и Праги. Продолжил стажирование в Техническом университете в Берлине и университете Геттингена.
С 1907 — директор гимназии в Вене.

## Научная деятельность
Автор более двадцати работ в области начертательной геометрии и её преподаванию в средних школах.
Большой известностью пользуется его книга «Теория геометрических построений» (переведена на русский язык).

## Избранные работы
- Zur Theorie der Mascheronischen Konstruktionen. Wien, 1890
- Über die zur Ausführung geometrischer Konstruktionsaufgaben 2. Grades notwendigen Hilfsmittel. Wien, 1890
- Zur graphischen Rechnen. Прага, 1896
- Zur Theorie der Zeicheninstrumente. 1902
- Zur sphärischen Abbildung der Flächen und ihrer Anwendungen in der Darstellenden Geometrie. 1902